# Rooddijpitpit
De rooddijpitpit (Dacnis venusta) is een zangvogel uit de familie Thraupidae (tangaren).

## Verspreiding en leefgebied
Deze soort telt 2 ondersoorten:
- D. v. venusta: van Costa Rica tot centraal Panama.
- D. v. fuliginata: van oostelijk Panama tot noordwestelijk Ecuador.